# Stanisław Solecki (podpułkownik)
Stanisław Solecki (ur. 6 maja 1896 we Lwowie, zm. 27 września 1956 we Wrocławiu) – żołnierz Legionów Polskich, armii austriackiej, podpułkownik Wojska Polskiego i Armii Krajowej. Uczestnik I wojny światowej, II powstania śląskiego, wojny polsko–bolszewickiej i II wojny światowej. Kawaler Orderu Virtuti Militari.

## Życiorys
Urodził się we Lwowie 6 maja 1896 w rodzinie Antoniego i Marii z. d. Borowska. W gimnazjum wstąpił do Legionów Polskich, był żołnierzem w I Brygadzie Legionów Polskich, następnie w II Brygadzie Legionów Polskich. Po kryzysie przysięgowym z racji pochodzenia wcielony w lipcu 1917 do armii austriackiej.
Od listopada 1918 w odrodzonym Wojsku Polskim, w szeregach 5 pułku piechoty.
W czasie od października 1919 do września 1920 oddelegowany na Górny Śląsk, gdzie brał udział w II powstaniu śląskim. Następnie od września 1920 w Dowództwie 6 Armii walczył na froncie wojny polsko-bolszewickiej. We wrześniu 1920 pełnił służbę w dywizjonie karabinów maszynowych jazdy. Wziął udział w walkach 5 pułku ułanów i został później umieszczony wśród kawalerów Orderu Virtuti Militari tego oddziału.
3 maja 1922 został zweryfikowany w stopniu kapitana ze starszeństwem z 1 czerwca 1919 i 1239. lokatą w korpusie oficerów piechoty. W 1923 pełnił służbę w Oddziale II Sztabu Dowództwa Okręgu Korpusu Nr II w Lublinie pozostając oficerem nadetatowym 49 pułku piechoty. W następnym roku wrócił do macierzystego 49 pp w Kołomyi. W 1928 w DOK VIII w Toruniu. We wrześniu 1933 został przeniesiony z 51 pułku piechoty w Brzeżanach do DOK V w Krakowie. W marcu 1939 pełnił służbę w 74 pułku piechoty w Lublińcu na stanowisku dowódcy I batalionu.
W kampanii wrześniowej 1939 walczył, jako dowódca III batalionu 146 pułku piechoty. Podczas okupacji niemieckiej należał do Związku Walki Zbrojnej, a następnie Armii Krajowej aż do momentu jej rozwiązania w styczniu 1945. Został aresztowany przez UB w kwietniu 1949, a następnie skazany na karę 15 lat więzienia. Przebywał w nim sześć lat. W 1955 został z niego zwolniony ze względu na zły stan zdrowia. Zmarł w 1956 we Wrocławiu, pochowany na Cmentarzu Osobowickim.

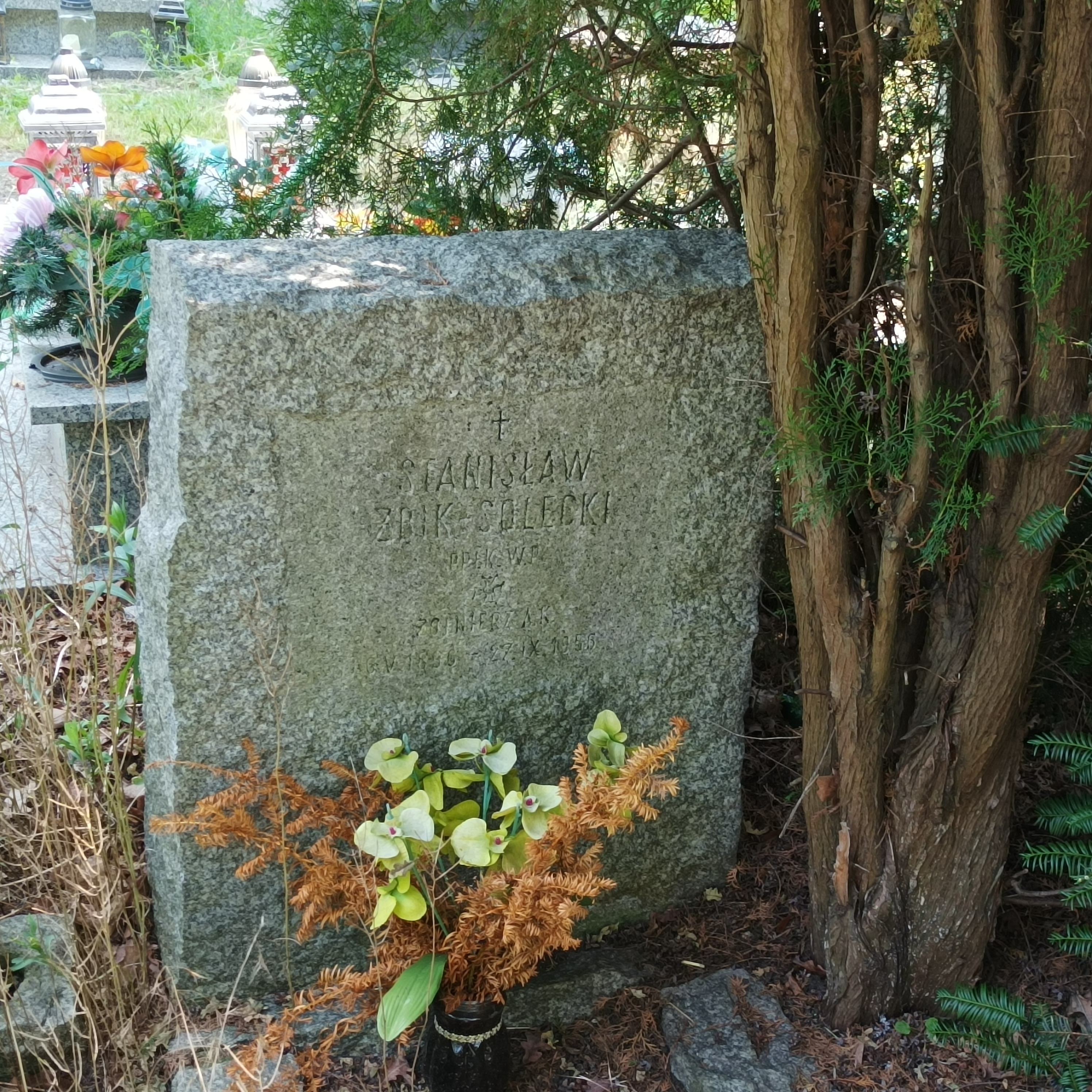
Grób ppłka Stanisława Soleckiego na Cmentarzu Osobowickim

Stanisław Solecki był żonaty z Wandą Rybicką, z którą miał dwoje dzieci.

## Ordery i odznaczenia
- Krzyż Srebrny Orderu Wojskowego Virtuti Militari nr 1043 (1921)[3][4][13]
- Krzyż Niepodległości (15 czerwca 1932)[14][15]
- Krzyż Walecznych (dwukrotnie)[16][17]
- Złoty Krzyż Zasługi (28 maja 1938)[18][19]
- Srebrny Krzyż Zasługi (10 listopada 1928)[20][16][3]